# Why I Am Here
Why I Am Here è un cortometraggio muto del 1913 diretto da Ralph Ince. Su soggetto di James Oliver Curwood, fu sceneggiato dallo stesso regista che appare anche tra gli interpreti, insieme a Sidney Drew, Anita Stewart, Charles Eldridge e L. Rogers Lytton.

## Produzione
Il film fu prodotto dalla Vitagraph Company of America.

## Distribuzione
Distribuito dalla General Film Company, il film - un cortometraggio in una bobina - uscì nelle sale cinematografiche statunitensi il 19 novembre 1913. Nelle proiezioni, veniva programmato con il sistema dello split reel, accorpato in un'unica bobina con un altro cortometraggio prodotto dalla Vitagraph, il documentario Farming in Ancient Thebes.